# Informe social
El Informe Social es el dictamen técnico que sirve de instrumento documental que elabora y firma con carácter exclusivo un trabajador social.
En Venezuela según la Ley de Ejercicio del Trabajo Social publicada en gaceta oficial N.º 39.020 los trabajadores sociales y las trabajadoras sociales son los únicos facultados, junto con los educadores sociales para elaborar y firmar los informes sociales, aunque esta misma ley establece que para el ejercicio del trabajo social se requiere ser, Licenciado o Licenciada en Trabajo Social, Profesional Universitario en Gestión Social para el Desarrollo Local, o Técnico/a Superior Universitario/a en Trabajo Social.
Su contenido se deriva del estudio, a través de la observación, la entrevista y otras técnicas de evaluación, donde queda reflejada en síntesis la situación objeto, valoración, un dictamen técnico (diagnóstico) y una propuesta de intervención profesional.
Consiste en la recopilación de antecedentes personales (Historia Familiar), familiares de apoyo (red de apoyo primario), dinámica familiar, evaluación económica, situación sanitaria y educativa, así como otros que sean relevantes para describir y acreditar la situación actual de un grupo familiar en particular.
Las tres partes del informe social son las siguientes:
1- Estudio psicosocial.
Se indican únicamente los datos objetivos, no valoraciones del Trabajador Social, estás se realizarán más adelante. 
Tales datos han sido:
-Observados directamente por el Trabajador Social.
-Expresados por el/los usuarios, en cuyo caso se explicita que la fuente de información es el usuario.
-Avalados por documentos: nóminas, certificados, informes médicos...
-Transmitidos por otros profesionales de los servicios sociales, de salud, educación.. En tal caso se indicará la fuente de información.
2- Interpretación y valoración de la situación.
Es aquí donde corresponde interrelacionar, interpretar y valorar los datos expuestos en el estudio, para ello hay que señalar:
-El problema.
-Las causas.
-Las consecuencias derivadas del problema y las personas afectadas.
-Los posibles riesgos futuros de continuar el problema.
-Las potencialidades y recursos detectados en las personas y en la situación.
En la valoración de la situación el profesional indica su dictamen, sobre la base de su formación. Es en este  apartado donde es posible que difiramos del dictamen de otros profesionales.
3- Plan de actuación
Se articulará por núcleos de intervención, si es preciso intervenir en más de un área: vivienda, económico-laboral, salud...Priorizando los núcleos de intervención y objetivos de mayor a menor importancia. Señalaremos los objetivos generales y específicos y los temporalizaremos. Por último, se señalan las intervenciones concretas.
Dentro de un Informe Social se debe considerar los siguientes pasos: 
-Identificación del grupo familiar.
-Antecedentes habitacionales.
-Antecedentes de salud.
-Antecedentes de la situación actual.
-Opinión profesional.
- Datos: Q5915865